# Endodermis

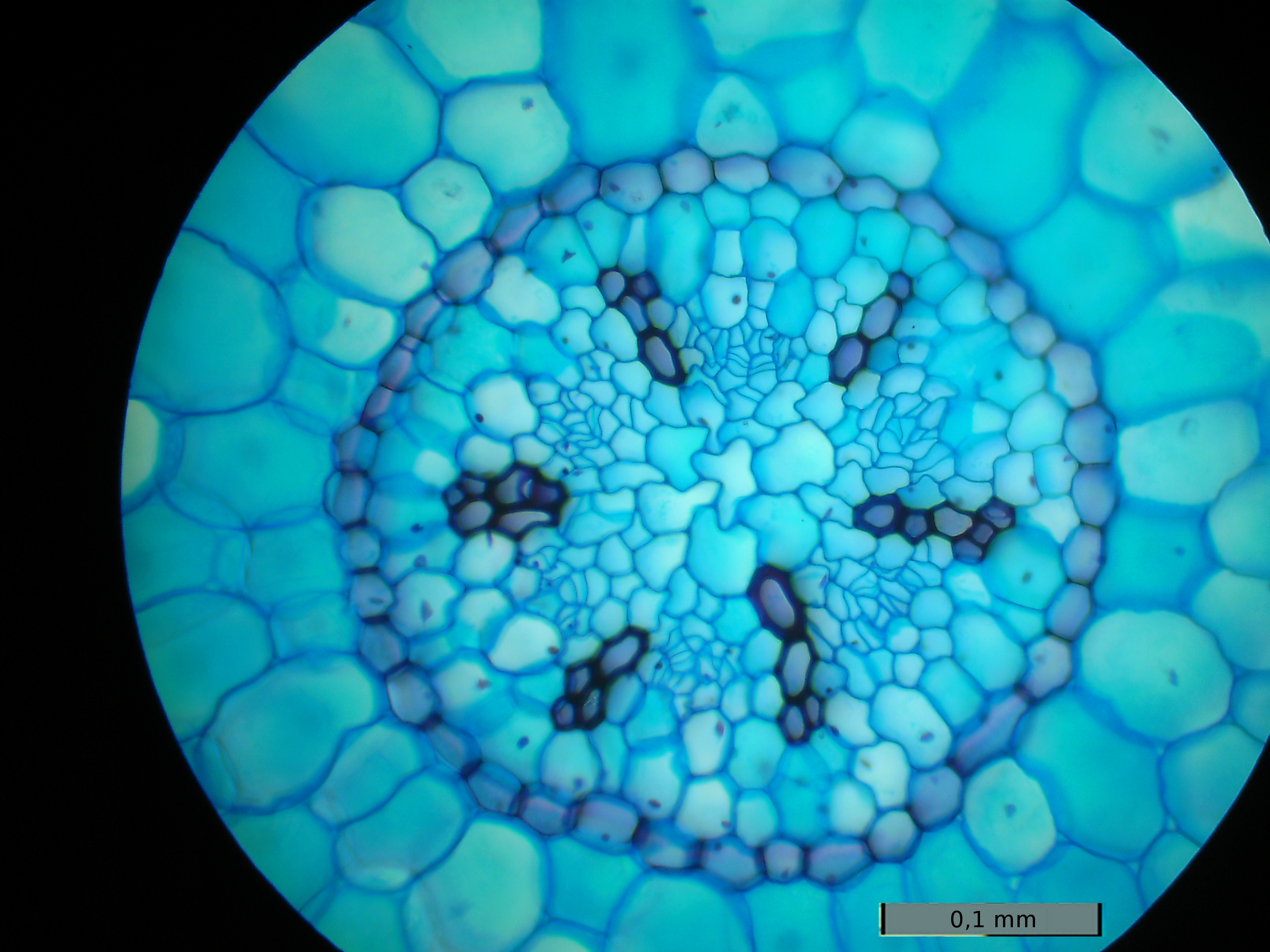
Centrale cilinder van een knolletje van gewoon speenkruid omgeven door de roodgekleurde endodermis

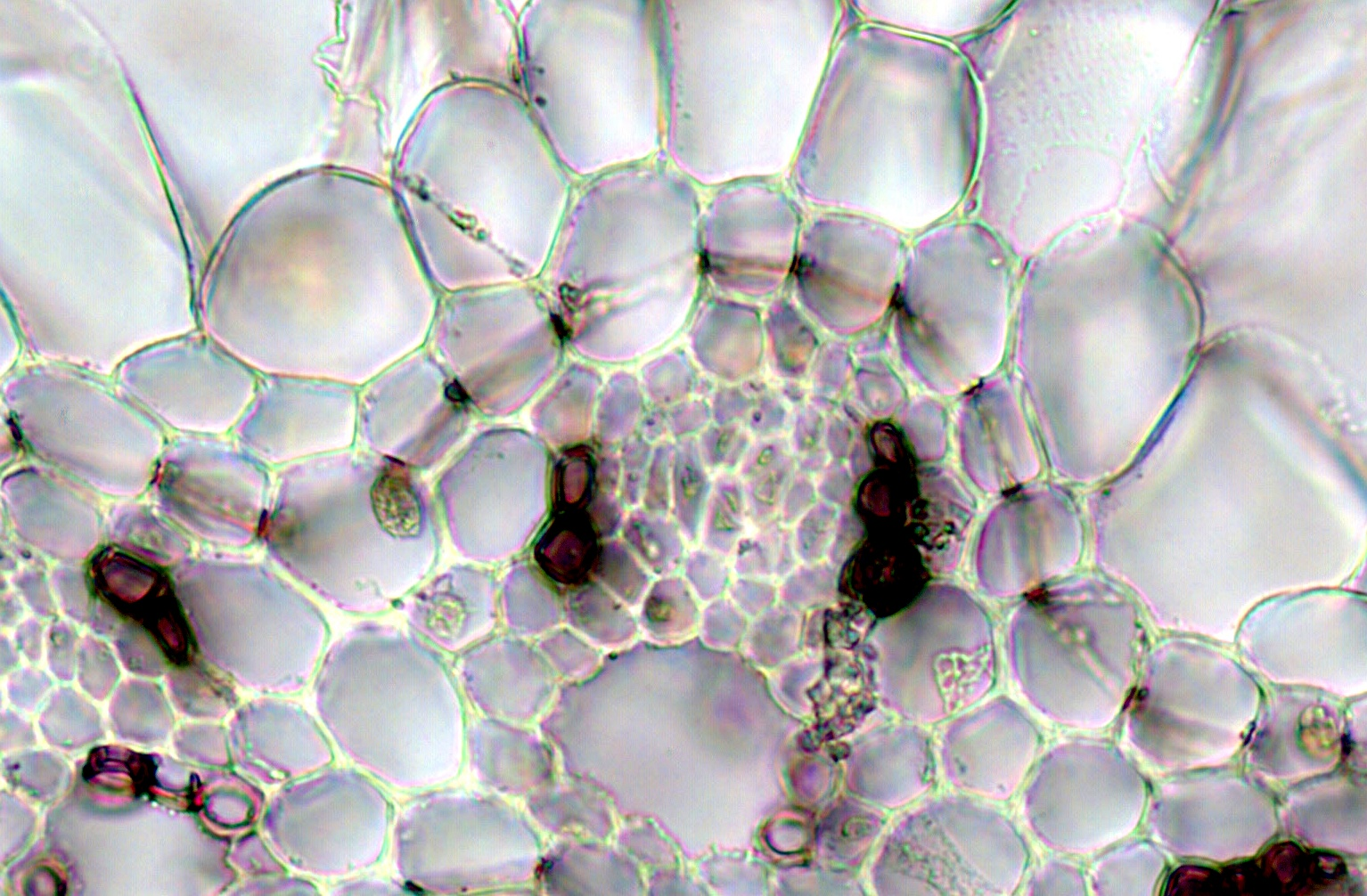
Endodermis met bandjes van Caspari (in Equisetum giganteum)

De endodermis is de binnenste laag van de cortex van de wortel en dient als fysiologische barrière tussen de cortex en de centrale cilinder. De endodermis komt ook bij rizomen voor. De horizontale en radiale wanden van de dicht tegenelkaar liggende cellen, die één cellaag dik is, bevatten een wasachtige stof (suberine), de schede van Caspary, waardoor deze laag cellen voor water ondoordringbaar is. Op dwarsdoorsnede van de schede zijn de bandjes van Caspari te zien als punten van Caspary. In de lengterichting is de celwand gegolfd. Door deze schede kan water slechts in één richting stromen namelijk naar het midden van de wortel waar de centrale cilinder ligt.
De primaire endodermis, vooral bij dicotylen, bestaat uit cellen waarbij de horizontale en radiale wanden lignine en suberine bevatten.
Alle celwanden van de secundaire endodermis, die bij naaktzadigen voorkomt, bevatten een dunne laag suberine-achtige stof, endodermine. Alleen speciale doorlaatcellen laten nog water door. Deze doorlaatcellen liggen tegenover xyleemstralen van de centrale cilinder.
In de tertiaire endodermis, die bij de meeste monocotylen voorkomt zijn de endodermis cellen asymmetrisch aan de binnen- en zijwanden ook nog verhout met cellulose, waardoor ze duidelijk dikkere wanden hebben. Bij vele grassen zijn de dikkere wanden ook nog verkiezeld.
Sommige plantensoorten hebben grote hoeveelheden amyloplasten in de endodermiscellen, de zetmeelschede. Endodermiscellen kunnen echter ook minder zetmeelkorrels, statolieten, bevatten, die betrokken zijn bij de positieve geotropie van de wortels.

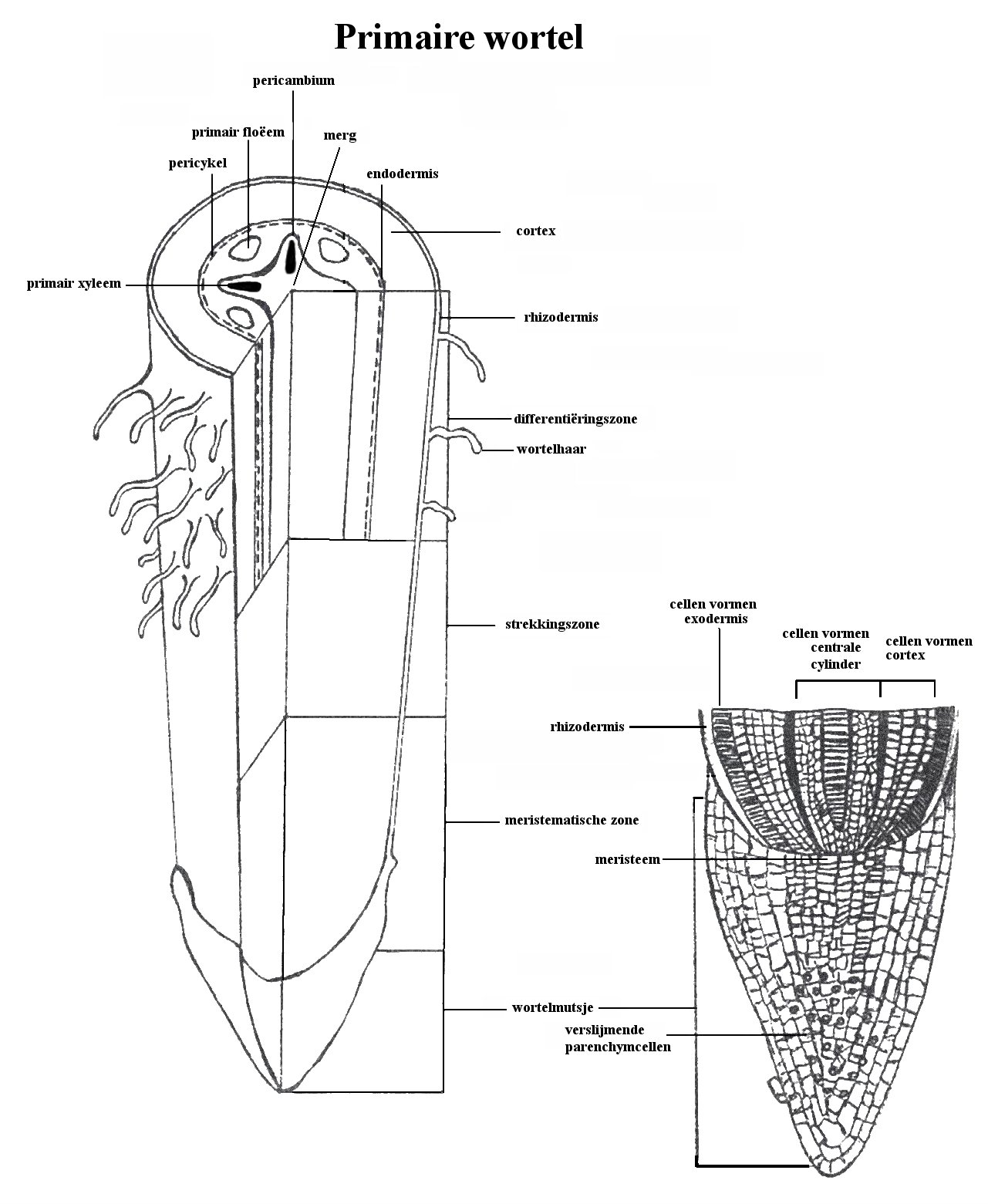
Schematische lengtedoorsnede primaire wortel

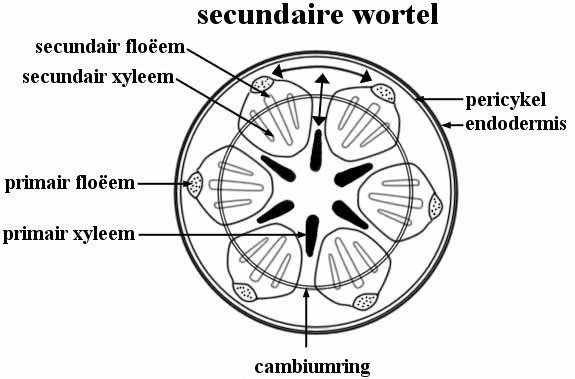
Schematische dwarsdoorsnede secundaire wortel